# 引間博愛
引間 博愛（ひきま ひろよし、1920年3月1日 - 2011年12月3日）は、日本の労働運動家。元全国貨物自動車労働組合委員長、統一労組懇常任代表委員、全労連顧問。

## 略歴
北海道夕張市生まれ。高等小学校卒。大夕張鉱業購買会・東京貨物運送統制組合勤務を経て、戦後の1946年に神田運送で労組を結成。同年東京貨物運送労働組合（東貨労）本部役員。1954年、全国貨物自動車労働組合（全自労）委員長。1977年、全日本運輸一般労働組合（全自労の後身）委員長。
1980年、統一労組懇常任代表委員。同団体の中心人物として、1989年の全労連結成に大きな役割を果たした。以後、全労連顧問、全日本年金者組合委員長（初代）、全国革新懇・東京革新懇各代表世話人などを歴任した他、原水爆禁止運動にも尽力した。
著書に『革新統一と労働組合運動―組合活動の活性化のために』などがある他、歌集『明日の陽』『秩父讃歌』がある。

## 著作

### 著書
- 『明日をひらく労働運動(学習文庫)』 （労働者教育協会、1969年）
- 『組合役員・活動家 (実践労働組合講座)』 （共著、学習の友社、1977年）
- 『日本労働組合運動の危機と再生への道　これからの統一労組懇運動』 （共著、学習の友社、1982年）
- 『革新統一と労働組合運動―組合活動の活性化のために』 （新日本出版社、1985年）

### 歌集
- 『明日の陽』 （青磁社、1986年）
- 『秩父讃歌』 （光陽出版社、2008年）